# Stereodon pseudocupressiformis
Stereodon pseudocupressiformis là một loài Rêu trong họ Hypnaceae. Loài này được (Müll. Hal.) Geh. miêu tả khoa học đầu tiên năm 1910.